# Сура Аль-Анбія
Сура Аль-Анбія (араб. سورة الأنبياء‎) або Пророки — двадцять перша сура Корану. Мекканська, містить 112 аятів.